# Tom Fawcett
Tom Fawcett (* 18. Oktober 1995 in Skokie, Illinois) ist ein US-amerikanischer Tennisspieler.

## Karriere
Fawcett spielte ab 2013 erste Tennisturniere. 2013 und 2014 bekam er jeweils Wildcards für das Challenger-Turnier in Winnetka, nahe seiner Heimat in Illinois. 2014 war er erstmals in der Weltrangliste platziert. Im selben Jahr begann Fawcett ein Studium an der Stanford University, wo er auch College Tennis spielte und deshalb in dieser Zeit nur an wenigen anderen Turnieren teilnehmen konnte. Während dieser Zeit spielte er unter anderem einige Futures, erreichte dort aber nie ein Halbfinale sowie einige Challengers, wo er in Tiburon mit dem Sieg gegen den Top-100-Spieler Ruben Bemelmans überraschte, ansonsten aber meist in der ersten Runde ausschied. 2018 schloss er sein Studium im Major Science, Technology & Society ab. Seine Bilanz im College Tennis war 53:23 Matches.
2018 erreichte der US-Amerikaner sein erstes Halbfinale und Finale bei Futures und konnte letzteres auch für sich entscheiden, womit er in der Weltrangliste bis auf Platz 524 vorrückte und sein bisheriges Karrierehoch erreichte. Für das Grand-Slam-Turnier in New York bekam er anschließend eine Wildcard für die Einzel-Qualifikation. Hier unterlag er zum Auftakt Alexei Watutin in drei Sätzen. Darüber  hinaus spielte er auch im Mixedwettbewerb dank einer Wildcard mit Danielle Collins. Sie verloren ihr erstes Match im Match-Tie-Break.